# 프레디 대 제이슨
프레디 대 제이슨(Freddy vs. Jason)은 2003년 개봉된 헐리우드 영화이다.

## 줄거리
살인귀 프레디 크루거의 참극으로부터 벌써 10년의 세월이 흘렀다. 주민들이 함구령을 했기에 사건 이후 태어난 아이들은 프레디에 대한 기억을 전혀 가지고 있지 않았다. 엘름가의 주민들은 이제 거의 그의 존재를 잊어가고 있었다.
자신을 떠올릴 만한 활동을 할 수 없어서 잊혀져가면서 이에 위기감을 느끼고 있던 프레디는 현실 세계의 살인귀 제이슨 부히스를 조종하여 엘름가에 또 다시 공포를 불러일으켜 부활을 계획한다. 땅 속에 잠들어 있던 그의 꿈에 나타난 프레디는 그의 어머니의 파멜라 부히스로 변하여 그를 각성시키고 엘름가에서 살육을 펼치도록 꾸민다.
이윽고 제이슨은 엘름가를 공포의 나락에 빠트렸다. 사람들이 희생되어 감에 따라 주민들은 서서히 프레디의 공포를 떠올리고 젊은이들에게 그의 존재가 퍼지기 시작한다. 하지만 프레디의 제어를 넘어서 잔인한 살육을 멈추지 않던 제이슨은 쉽게 프레디의 손에서 벗어난다. 마침내 힘을 되찾은 프레디였지만 주민들을 해치려고 해도 마치 먹이를 가로채가듯 제이슨이 먼저 죽여가는 것이었다. 프레디는 어떻게든 자신의 존재를 알리려 제이슨을 말살하려한다.

## 캐스트
- 프레디 크루거 - 로버트 잉글런드
- 제이슨 부히스 - 켄 커진거
- 로리 캠벨 - 모니카 키나
- 윌 로린스 - 제이슨 리타
- 키어 - 케리 로랜드
- 깁 - 캐서린 이자벨
- 마크 데이비스 - 브랜던 플래처
- 트레이 - 제시 하치
- 빌 프리버그 - 카일 라빈
- 스캇 스탭스 - 로클린 먼로
- 캠벨 의사(로리의 아버지) - 톰 버틀러
- 윌리엄스 보안관 - 게일리 초크
- 파멜라 부히스 - 폴라 쇼

## 스탭
- 감독 - 로니 유
- 제작 - 존.S.커닝검
- 제작총지휘 - 로버트 셰이/더글러스 커티스
- 촬영 - 프레드 머피
- 각본 - 마크 스위프트/데미안 제논
- 원안 - 웨스 그레이븐/빅터 밀러

## 작품 해설
원래 그 두 작품은 배급사가 달랐는데 《13일의 금요일》의 배급사였던 파라마운트사가 8번째 작품인 《13일의 금요일 8》을 마지막으로 뉴라인시네마에게 권리를 매각하여 기획이 가능해졌다. 다만 기획은 가능했지만 「꿈속의 살인귀」와 「현실의 살인귀」라는 정반대의 존재를 대결시키는 것은 쉽지 않아서 몇 번이나 각본을 고쳐썼다.
프레디의 성격은 전작(리얼나이트메어)에서 또 바뀌어서 다시 쾌활한 성격으로 돌아왔다. 프레디 역의 로버트 잉글런드는 이 작품을 마지막으로 프레디 역에서 은퇴했다.

## 참고 자료
- 박스오피스 모조 - 프레디 대 제이슨

## 관련 영화
- 나이트메어
- 13일의 금요일